# Pólvora sin humo

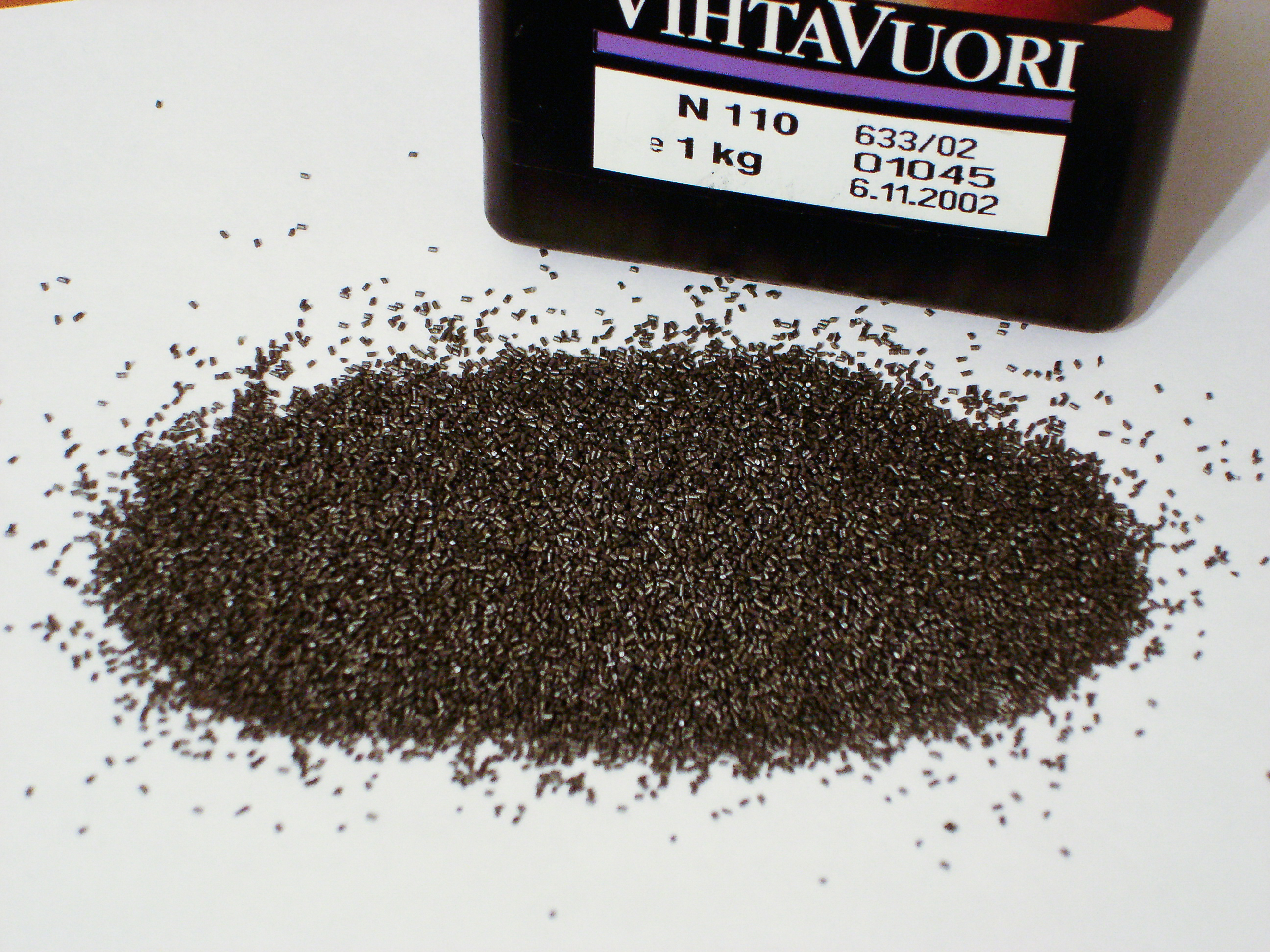
Pólvora sin humo

La pólvora sin humo (llamada también pólvora blanca o pólvora piroxilada) es el nombre que se le da a cierto número de propelentes usados en armas de fuego y artillería que producen una cantidad insignificante de humo cuando se queman, a diferencia de la pólvora tradicional (la pólvora negra) a la que sustituyeron progresivamente entre finales del siglo XIX y principios del XX. La base del término «sin humo» se debe a que los productos de combustión son principalmente gaseosos, comparados con el 55% de productos sólidos (principalmente carbonato potásico, sulfato potásico, y sulfuro de potasio) de la pólvora negra.
A pesar de su nombre, la pólvora sin humo no está completamente libre de humo y tampoco tiene forma de polvo como la pólvora negra, sino que es un material granular. La pólvora negra deja un espeso y duro residuo que es higroscópico y causa la corrosión del cañón, mientras que la pólvora sin humo no presenta ninguna de estas propiedades. La pólvora sin humo permitió el desarrollo de armas de fuego automáticas y semiautomáticas, con muchas piezas en movimiento: con la pesada pólvora negra, se atascaría o ensuciaría. 
Las pólvoras sin humo están clasificadas como explosivos de tipo 1.3 en las Recomendaciones para el transporte de mercancías peligrosas - Modelo de Regulaciones para la ONU, en Europa por medio del Acuerdo ADR y en los Estados Unidos por el ATF. No obstante, esta pólvora se usa como propelente sólido. Por tanto, su uso normal está más relacionado con la deflagración que con la detonación.

## Historia
En 1884 el químico francés Paul Marie Eugène Vieille, por gelatinización de la nitrocelulosa con una mezcla de éter y alcohol, obtuvo un nuevo tipo de pólvora completamente diferente de la pólvora negra, llamada Pólvora B (en francés Poudre B). El nuevo compuesto era un explosivo de tipo propelente que desarrollaba una energía tres veces superior a la de la pólvora negra anterior, mientras que su producción de gases de combustión era muy baja (de ahí el apelativo sin humos). Esta Pólvora B fue el primer tipo de pólvora sin humo, pronto seguido por otras de similares características: 
- Nobel obtuvo en 1888 la balistita, gelatinizando nitroglicerina con colodión de algodón.
- En 1891, el Regio Polverificio sul Liri obtiene la solenita.
- En el Reino Unido durante el mismo período, se desarrolló Cordita.

### Ventajas de la pólvora sin humo respecto de la negra
- Casi no deja residuos. Los pocos que deja no son higroscópicos, por lo que no producen la rápida oxidación y corrosión del ánima del cañón.

- Apenas sale humo por la boca del cañón al efectuar un disparo, con lo que dificulta ubicar el lugar de procedencia de los disparos.

- Es mucho más potente, y por eso contribuyó a la reducción de calibres.

- Es muy estable e insensible a los cambios de temperatura y golpes y más fácil de fabricar y de almacenar, con menor peligro.

- Su manejo no es tan peligroso. En caso de que se prendiera fuego, al ser más lenta su combustión, apenas causaría daños.

Por todo esto, a finales del siglo XIX se hicieron innumerables ensayos con distintos tipos de propelentes hasta llegar a lo que conocemos hoy por pólvora sin humo, y ya en la última década de ese siglo aparecieron los primeros cartuchos militares con este tipo de propelentes: el 8 mm Lebel, el .30-40 Krag, el .30-03, etc.
Sus medidas de seguridad son: mantenerla siempre húmeda con agua destilada para evitar que explote y también en envases de plástico sólido para evitar chispas de electricidad estática.

## Componentes del propelente sin humo

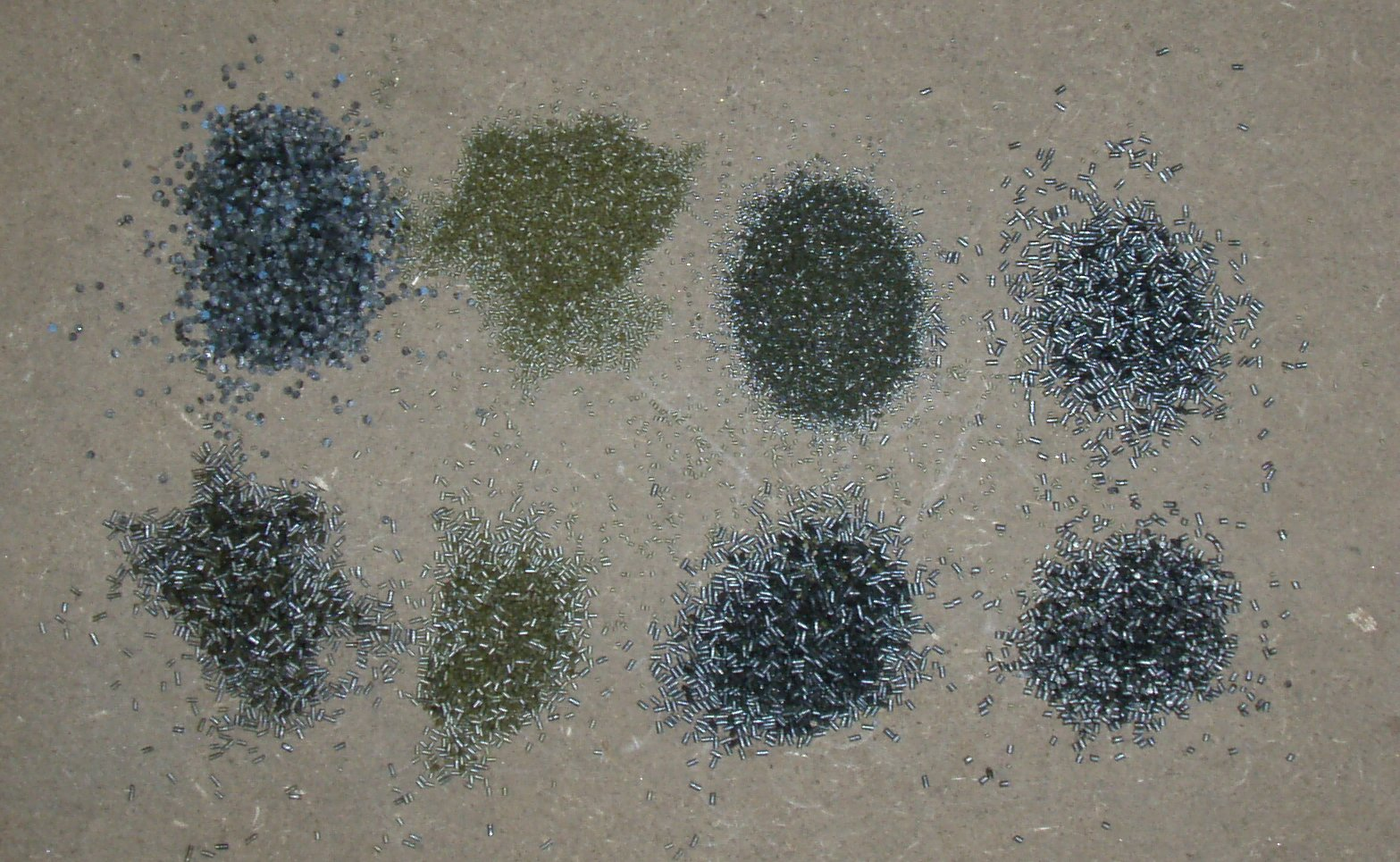
Ejemplos de pólvoras para munición

Las formulaciones de los propelentes pueden contener varios componentes energéticos y auxiliares:
- Propelentes:
  - Nitrocelulosa, un componente energético de la mayoría de los propelentes sin humo.[3]
  - Nitroglicerina, un componente energético de formulación de doble base y triple base.[3]
  - Nitroguanidina, un componente de formulación de triple base.[3]
  - D1NA (bis-nitroxietilnitramina)[4]
  - Fivonita (tetrametilol-ciclopentanona)[4]
  - DGN (di-etileno glicol dinitrato)[5]
  - Acetil celulosa[6]
- Moderadores, para bajar la velocidad de combustión:
  - Etil-centralite (difenil urea simétrica)[7][8]
  - Dibutil Ftalan[3][8]
  - Dinitrotolueno (tóxico, cancerígeno y obsoleto)[3][9]
  - Akardita (asimétrico difenil urea)[5]
  - Orto-tolil uretano[10]
  - Poliéster adipado
  - Alcanfor (obsoleto)[8]
- Estabilizador, para prevenir o ralentizar la auto-descomposición:[11]
  - Difenilamina[12]
  - Vaselina[13]
  - Carbonato cálcico[3]
  - Óxido de Magnesio[5]
  - Bicarbonato sódico[6]
  - beta-naftol methil éter[10]
  - Pentanol (obsoleto)[14]
  - Anilina (obsoleto)[15]
- Aditivos anti-cobre, evitan que se adhieran residuos de cobre al ánima del arma:
  - Metal de estaño y compuestos como el dióxido de estaño.[3][16]
  - Metal de bismuto y compuestos como trióxido de bismuto, carbonato de bismuto, nitrato de bismuto, antimonio de bismuto); los compuestos son favorecidos por la disolución del cobre en el bismuto fundido, formando una aleación frágil y fácilmente desprendible.
  - Lámina de plomo y otros compuestos del plomo, desfasado dada su toxicidad.[4]
- Reductores de flash, para reducir el brillo (tiene la desventaja de una pequeña producción de humo).[17]
  - Cloruro de Potasio[18]
  - Nitrato de Potasio
  - Sulfato de Potasio.[3][16]
- Revestimientos con aditivos de reducción, para disminuir el desgaste de los lineadores en los cañones.[19]
  - Cera
  - Talco
  - Dióxido de titanio
  - Poliuretano
- Otros aditivos:
  - Etanoato de etilo, un disolvente para la fabricación de polvo esférico.[13]
  - Colofonia, un tensoactivo para mantener la forma esférica de los gránulos.
  - Grafito, un lubricante para cubrir los gránulos y prevenir que se peguen así como para disipar la electricidad estática.